# Lucio Munazio Planco
Lucio Munazio Planco (latino: Lucius Munatius Plancus; Tivoli o Atina , 90 a.C. – Gaeta, 1) è stato un militare e politico romano del periodo della Repubblica.
(testo scritto sulla lapide dedicatoria posta sulla porta del suo mausoleo in Gaeta)

## Biografia
Nacque da una famiglia di cavalieri presso Tivoli od Atina (una delle 5 leggendarie città saturnie, fondate cioè dal Dio Saturno). Nella sua vita ricoprì diverse magistrature: console nel 42 a.C., assieme al triumviro Marco Emilio Lepido, e censore nel 22 a.C. con Lucio Emilio Lepido, che era stato Consul suffectus nel 34 a.C.
Ottenne l'imperium per due volte, fu dux, accorto uomo politico, prefetto dell'Urbe, legatus pro praetore e fondò due colonie romane: le attuali città di Lione in Francia e di Augst presso Basilea in Svizzera. Nella sua vita politica cercò di sopravvivere, riuscendovi, in tempi estremamente pericolosi cambiando le proprie alleanze secondo le circostanze.
Fu legatus al seguito di Gaio Giulio Cesare durante le campagne militari per la conquista delle Gallie e lo seguì pure durante la guerra civile, attraversando al suo fianco il fiume Rubicone. Ma fu tanto valente comandante quanto abile oratore politico: discepolo nel primo caso di Cesare e nel secondo di Marco Tullio Cicerone.

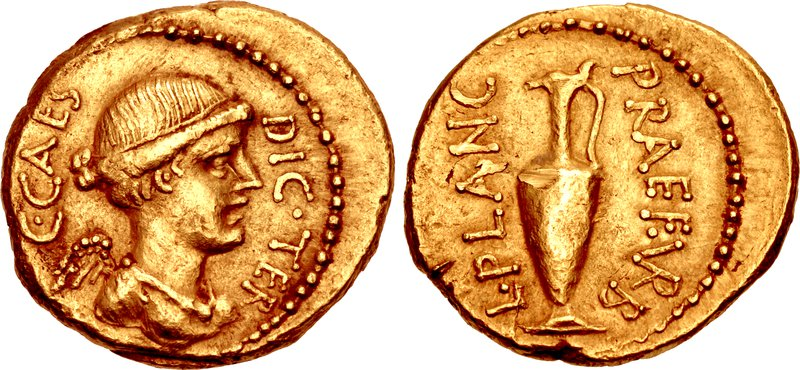

Giulio Cesare lo inviò in Spagna nel 49 a.C. insieme a Gaio Fabio, per poi raggiungerli poco dopo ed intraprendere insieme una vittoriosa campagna militare. Nel 46 a.C. Cesare, dopo essere stato nominato dittatore decennale l'anno precedente, lo nomina praefectus urbi. L'evento è ricordato da una moneta, un aureo: al diritto è rappresentata la vittoria con la scritta C CAES DIC TER ed al rovescio una brocca con la scritta L. PLANC PRAEF. VRB.
Nel 45 a.C. Cesare gli conferisce il governo della Gallia. L'anno successivo, subito dopo l'assassinio di Cesare, Cicerone gli fece giurare fedeltà alla Repubblica. Nel 43 a.C. il Senato Romano, su proposta di Cicerone, gli affidò l'incarico di fondare una colonia nella Gallia, che prese il nome di Lugdunum, e fu proprio Planco a tracciarne i confini con un aratro, evento commemorato dalla coniazione di una moneta. Di lì a poco fondò un'altra colonia romana, Augusta Raurica, che prenderà poi il nome di Augst presso Basilea. Nel giugno dello stesso anno, una lettera scritta a mano da Lucio Munazio Planco destinato a Cicerone contribuisce a dimostrare l'esistenza del villaggio di Cularo, nelle Alpi francesi (l'odierna Grenoble).
Nel frattempo i triumviri Ottaviano, Marco Antonio e Marco Emilio Lepido presero il potere a Roma e Munazio Planco si schierò dalla loro parte. I triumviri decisero di disfarsi dei loro nemici e crearono le liste di proscrizione, ossia liste contenenti i nomi di coloro che dovevano essere messi a morte, tra cui furono inseriti i nomi di Cicerone (ucciso dai sicari di Marco Antonio presso Formia), Lucio Plozio Planco (nato Gaio Munazio Planco, fratello di Lucio Munazio Planco) e Paolo Lepido (fratello di Emilio Lepido).
Dopo la vittoria di Filippi a Lucio Munazio Planco venne affidato il compito di espropriare le terre di Benevento per darle in premio ai veterani. Nel 36 a.C. si trovò al fianco di Marco Antonio nella campagna militare contro i Parti, che ebbe un esito disastroso per i Romani, e si ritirò ad Alessandria d'Egitto. Di lì a qualche mese gli venne affidato l'incarico di governatore della Siria.
L'amicizia che legava Lucio Munazio Planco e Marco Antonio era grande, ma le continue pretese di Cleopatra la stavano incrinando, e Lucio Munazio Planco iniziò a credere che Marco Antonio non stesse più facendo gli interessi di Roma ma quelli di Cleopatra e, seguito dai suoi fedeli seguaci, partì alla volta di Roma; giunto nella capitale, riferì a Ottaviano che Marco Antonio era diventato succube di Cleopatra e lo informò del suo testamento in favore della regina egizia.
Ottaviano capì che con quel testamento in mano avrebbe vinto le ultime perplessità del Senato Romano per portare una guerra in terra d'Egitto contro Marco Antonio, e, sapendo che era custodito presso le Vestali, se ne impossessò e lo lesse in Senato.

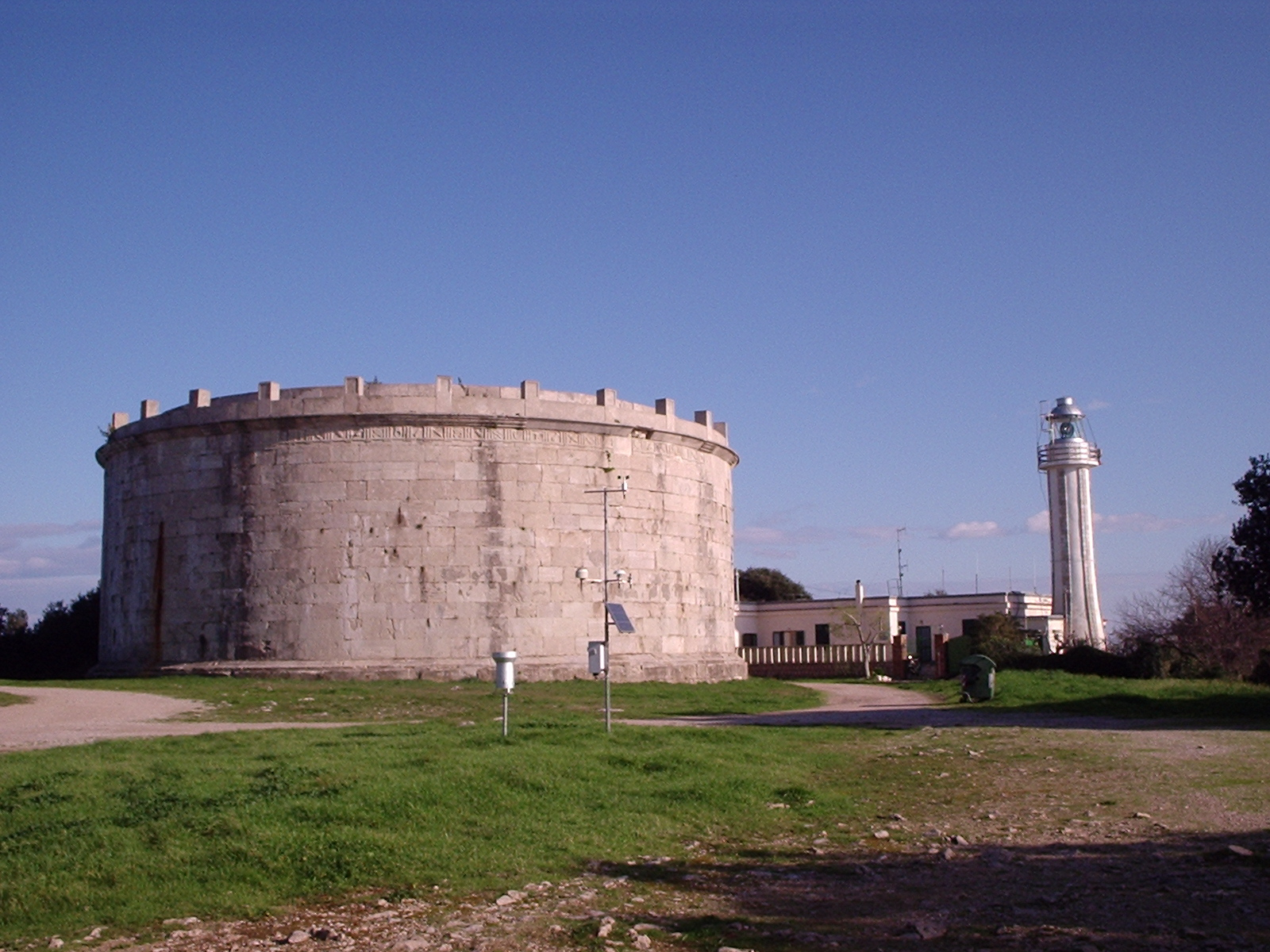
Mausoleo di Lucio Munazio Planco sulla cima del Monte Orlando a Gaeta

Nel suo testamento Marco Antonio disponeva che alcune terre dei domini romani fossero assegnati ai figli di Cleopatra e che le sue spoglie fossero consegnate alla regina egizia per provvedere alla sua sepoltura in Alessandria d'Egitto. Così il Senato Romano autorizzò Ottaviano a muovere guerra contro Marco Antonio, terminata con la vittoria di Ottaviano ad Azio nel 31 a.C. Nell'anno 27 a.C., durante una discussione in Senato a proposito di quale appellativo dare ad Ottaviano per onorarlo, fu Lucio Munazio Planco a proporre il titolo di Augustus, in seguito assunto da tutti i successori di Ottaviano. Afflitto da mali e stanco di sopportarli, si uccise.
Lucio Munazio Planco amò tanto Gaeta da possedere nel suo territorio una splendida villa di cui restano solo dei ruderi e da volervi essere sepolto in un grande mausoleo, posto in cima al Monte Orlando e molto ben conservato. Al suo interno è presente una copia della statua del cosiddetto "generale di Tivoli", perché trovata nel santuario tiburtino di Ercole Vincitore, che si crede voglia raffigurare proprio Munazio Planco.
Nelle città di Gaeta, Frosinone, Tivoli e Benevento una via è a lui intitolata, mentre ad Atina è il corso a portare il suo nome.